# اینولوکس
اینولوکس (انگلیسی: InnoLux) شرکت الکترونیک چینی است، که در سال ۲۰۰۳ تأسیس شد.